# 日本アジア航空
日本アジア航空株式会社（にほんアジアこうくう、英語: Japan Asia Airways Co., Ltd. 略称: JAA）は、かつて存在した日本の航空会社である。

## 概説
日本アジア航空は日本航空の完全子会社 （JALグループ企業の一つ） であり、1975年8月8日の設立以来、主に東京国際空港（羽田）を拠点に日本と中華民国（台湾）を結ぶ路線に就航していた。国際航空運送協会（IATA）航空会社コードはEGであるが、IATAには加盟していなかった。
なお、台湾では「日亜航」の略称が使われることがあった。2008年3月31日をもって日本航空に吸収合併され、32年の歴史に幕を降ろした。なお同年4月1日からは、合併後の日本航空が自社便として運航している。同社のICAOコードであるJAAは、2009年12月に設立されたタイ王国の航空会社であるジェットアジア・エアウェイズが2010年以降、使用している。
機内誌は「アジアエコー」を配布していた。

## 歴史

### 設立の背景
1972年に、日本国政府と中国大陸を統治する中華人民共和国政府との間に日中共同声明が出され、新たに国交が築かれたことにより、日本は台湾島を中心に統治する中華民国政府と断交した。
日本 - 台湾路線は、当時は日本航空により運航が続けられていたが、後に当時の内閣総理大臣・田中角栄の肝いりで締結が急がされていた、日中間の航空協定を締結する際の中国共産党政府からの申し入れにより、同国に乗り入れる日本の航空会社（=日本航空）の台湾乗り入れは禁止とされた。
その上に、このような状況を受けた1974年4月21日の中華民国当局による日台間の航空路線断絶により、台湾への便は廃止（中華航空も日本乗り入れ中止）となったうえ、日本航空機の台北FIR通過も一時拒否された。
そこで、別会社として設立された日本アジア航空が台湾への便を運航することで、日中航空協定における日本航空の乗り入れ禁止項目を避け、日本航空グループにおける台湾航路を補う役割を担うこととなった。このような策は当時、両国に乗り入れる世界中の多くの航空会社でみられた。KLMオランダ航空による「KLMアジア」や、ブリティッシュ・アジア・エアウェイズなどもその一例である。

### 運航開始
1975年8月8日に日本航空の全額出資で設立され、同年9月15日に、日本航空からリースされたダグラスDC-8-53型機によって東京国際空港と台北の台北松山空港、および高雄国際空港間の運航を開始した。その後、1978年の新東京国際空港（現：成田国際空港）の開港を受けて、本拠地を同空港に移転した他、日本航空からのリース機材によって、貨物便の運航も開始した。
なお、その後も日本アジア航空および日本航空は、日本国政府および多くのマスコミの表記と同様、中華人民共和国政府による「一つの中国」政策を受けて、正式国名である「中華民国」ではなく「台湾」と表記していた。

### 拡大
その後の両国間の輸送量の増加を受けて、マクドネル・ダグラス DC-10-40型機やボーイング747-200/300型機を導入した。1990年代以降はグアム、イギリス領香港やインドネシアのリゾート地デンパサール、首都ジャカルタ路線の運航も行ったほか、関西国際空港や名古屋空港発の路線も開設した。
1992年に金融機関などを対象とした第三者割当増資を行ったため、日本航空の完全子会社でなくなった（出資比率は90.5%になった）が、2004年に株式会社日本航空システム（のちの株式会社日本航空）の完全子会社となった。

### 消滅
その後2007年に、日本側の対台湾の窓口である交流協会（現：日本台湾交流協会）と、台湾側の亜東関係協会（現：台湾日本関係協会）が、日本 - 台湾路線の直接運航を認めることを確認した。これを受けて2008年4月に日本航空インターナショナルと統合されると報道され、同年3月31日をもって運航を終了し、日本航空インターナショナルが日本アジア航空を吸収合併、翌4月1日に運航および便名が日本航空インターナショナルに承継された。
なお、日本アジア航空の日本と台湾で勤務する殆どの社員と全ての運航機材、運航発着権も2008年4月1日をもって日本航空インターナショナルにそのまま移管、承継された。

## 使用機体

### 旅客機

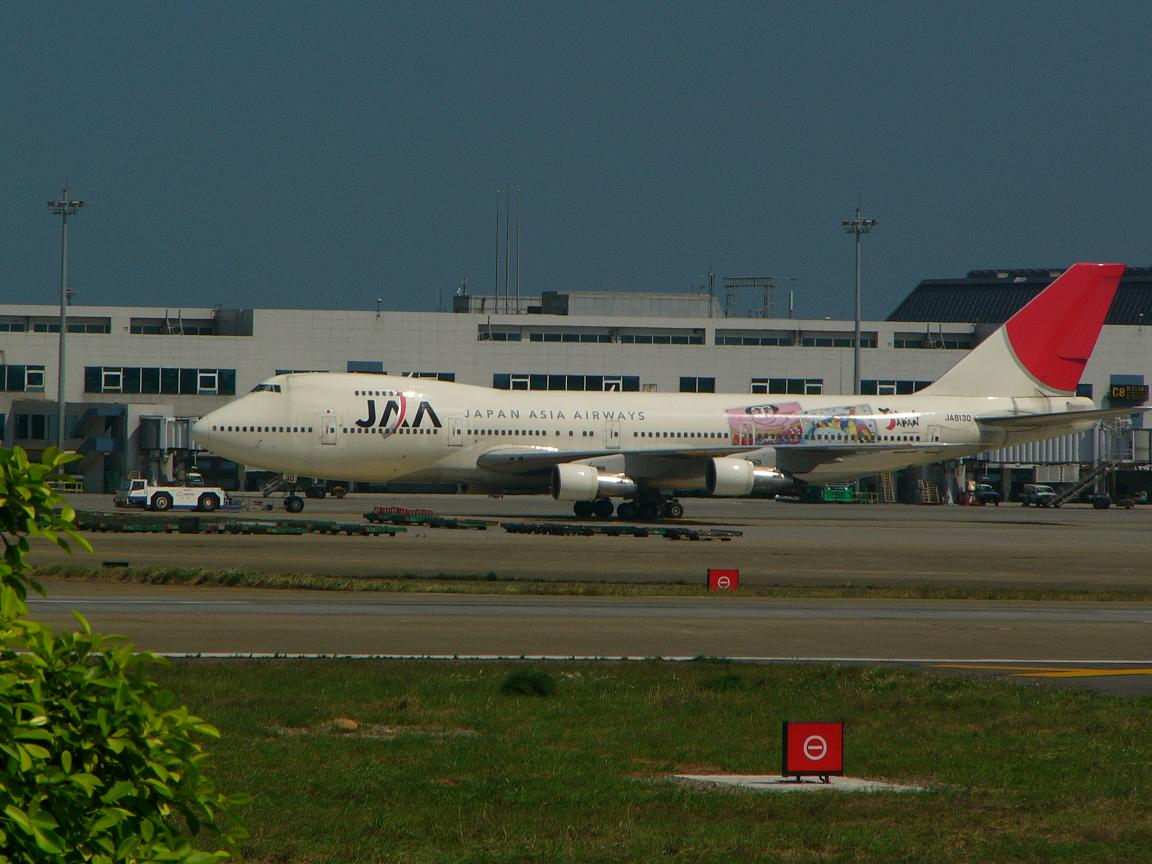
ボーイング747-200B（3代目塗装）

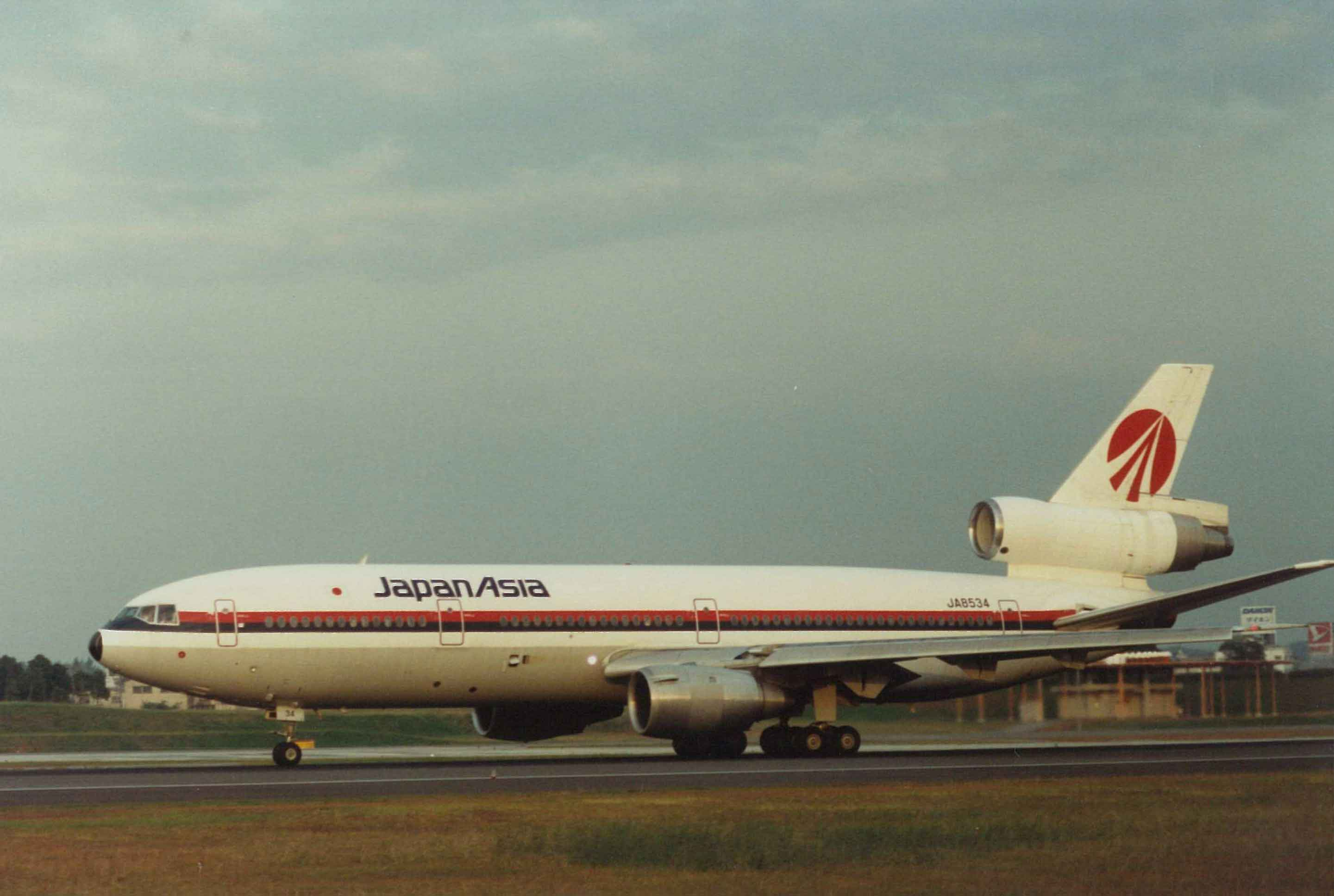
日本アジア航空マクドネル・ダグラスDC-10型機（初代塗装）

- ボーイング747-100/-200B型機(BOEING747-146:5機/-246B:5機)10機

2007年3月の運航スケジュール改正を期に機体経年化、人員構成削減などの理由で運航を終了した。主にJALからの移籍で充当してきたが、JAAだけでは手持ちが少ないことから機材メンテナンス等で不足するため、当初はJALからの短期リースで投入していた機体もあった。1980年代前半まではアッパーデッキ部分が3つ窓の-146が中心だったが、それ以降はJALからの-246Bを充当している。2000年代になり日台間の緩和が始まると、JAL機との区別化が解消されてJAA便でJAL塗装のまま日台区間を充当した機材があった。JAA便のままでJAL　SUPER RESORT EXPRESS(リゾッチャ機材)やJALウェイズ塗装、JFK直行便専用機JT9D-7R4G2エンジン搭載の-200B(JA8161.JA8162の2機)などもJALの間合いアルバイト運用もこなしてきた。
- ボーイング747-300型機(BOEING 747-346/-346SR)3機

2007年3月の運航スケジュール改正を期に機体経年化、人員構成削減などの理由で運航を終了した。JA8189号機は日本航空からの移籍機ではなく初めての新造機であり、最後まで日本航空塗装になることはなかった。主翼の取り付け方法（フェアリング） が747-400と同一となっており、車両の衝突防止の“I”字状のラインも引かれている。なお、日本航空経由での発注・受領のため、ボーイングのカスタマーコードは日本航空の「46」である。なお、この機材は本来の日台路線の他に本家JAL路線で香港直行の他にシンガポール線へも投入されていた。超長距離型JT9D-7R4G2エンジン搭載機材ながら機内コンフィギュレーションの都合上、ホノルル、サンフランシスコ、ロサンゼルス、ニューヨーク率いる太平洋路線と欧州路線には最後まで投入されなかった。2000年代に入ると、JA812J、JA813J、JA8177、JA8185と、元来国内線機材だったJA8183、JA8184、JA8186,JA8187が国際線転用などといった本家JAL機も充当される様になってきた。JAA機との差別もなくなり、200B型機同様メンテナンスで補充のためにJAA路線でJAL機の投入が目立つようになった。
- ボーイング747-400型機(BOEING 747-446)

塗装は日本航空のまま。自主で導入した-400はなく、メンテナンス及び繁忙期で投入されてきた。JAA終了後は、正式にJAL路線で台湾へ乗り入れるようになった。
- ボーイング767-300型機(BOEING 767-346ER)3機

日本航空からのリースおよび本家JAL機(主にER型)で運用したが2000年代以降の導入のため特別な区別無しで運用されていた。
- ダグラスDC-8-53型機3機
- ダグラスDC-8-61,62型機6機
- マクドネル・ダグラス DC-10-40型機(McDONNELL DOUGLAS/BOEING DC-10-40)7機

老朽化したDC-8の置き換えで導入したDC-10はJALからの移籍である。当初はJAA機との区別で運用されてきたが、1990年代後半以降はJALからのリース(またはJAL塗装のまま）で区別なく運行されてきた。
かつてはボーイング747-200には「トロピカルジャンボ」、マクドネル・ダグラス DC-10には「スカイバス」の愛称が付けられていた。

### 貨物機

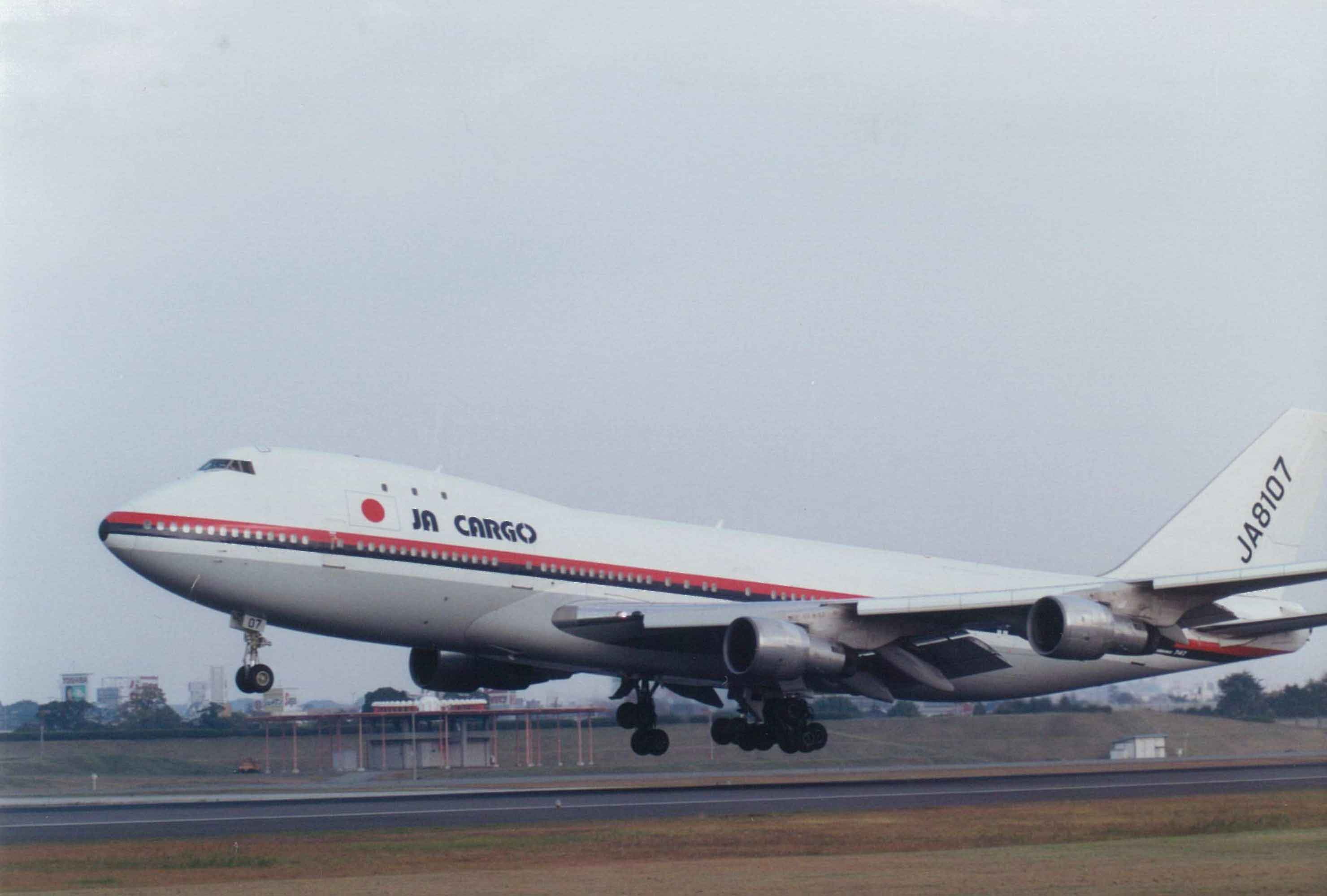
ボーイング747-100F（初代塗装、日本航空との共通事業機。旅客型からの改造機で客室窓が埋められていない）JA8107

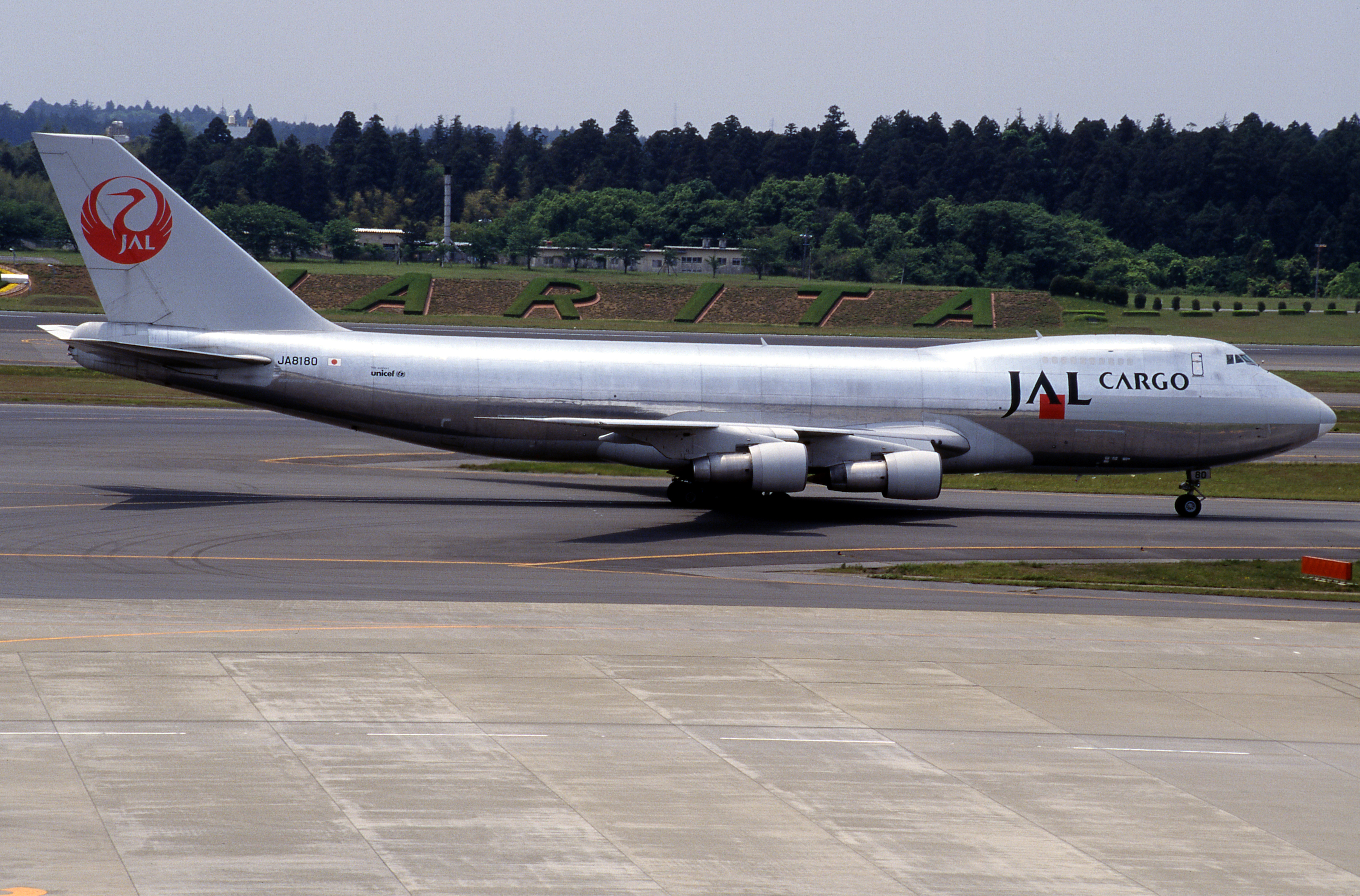
JALカーゴに移籍後のJA8180

- ボーイング747-200F型機

旅客転用改造の-146SFとともに本家JAL機材(当初はLを省略したJA CARGO塗装が存在した)を機材限定した形で運航したが、JAA終了間際の2000年代には共通機無関係で本家JALカーゴ塗装が台湾区間に投入された。注目はやはり1992年に無塗装(アメリカン航空で存在したシルバーメタリック仕様)となったJA8180もJAA便で登板し、中正国際空港に初飛来したときには注目を集めた。JAA終了後には正式にJALカーゴ便で飛来するようになった。
- ダグラスDC-8-55F型機

## 就航空港
- 日本
  - 成田国際空港（1978年5月までは東京国際空港）
  - 中部国際空港（2005年2月までは名古屋空港）
  - 関西国際空港（1994年9月までは大阪国際空港）
  - 那覇空港

- 台湾
  - 台湾桃園国際空港（1979年2月までは台北松山空港）
  - 高雄国際空港

なお、一部の便については、香港国際空港にも乗り入れ、利用者への便宜を図っていたが、2005年2月17日より台北 - 香港間は運休とされた。
また、香港発着の同便は香港 - バンコクを日本航空の便名の運航に用いていた。
以前は那覇空港 - 台湾桃園国際空港の航路を日本航空のボーイング767で運航していたが、後に運休となっている。また、関西国際空港が開港した際はJAA日台関係の航路以外の自前運行の路線として関西国際空港 → バリ・デンパサール国際空港 → スカルノハッタ国際空港（ジャカルタ） → 関西国際空港や名古屋空港～グアム航路を運航（名古屋～グアムは日本航空の機体を用いて運航）していたが、後に日本航空に移管されている。なお、1990年代前半までは日本航空が運航していたグアム・サイパン線に日本アジア航空の機体を使用することもあり（この場合ビデオサービスはなし）、タイムテーブルにはその旨が記載されていた。

## 塗装
先述したように、台湾就航を目的として当初日本航空とは別会社として発足したが、基本的に日本航空を模した塗装デザインであった。
設立当時
当時の日本航空と同じく白地に紺と赤のラインを配したデザインであるが、ライン上部は「Japan Asia」のロゴが表記されていた。垂直尾翼のマークは鶴丸ではなく赤い丸に3本の白い線が引かれたAを連想させるデザインであった。
2代目
当時の日本航空と同じくランドーアソシエイツによる灰色と赤色のブロックを合わせたデザインである。ただし当初は設立当時と同じく「Japan Asia」、後に「JAA」（真ん中Aに赤いブロックが入り、2つのAの横棒がない）のロゴに「Japan Asia Airways」の文字が配置された。垂直尾翼のマークは赤丸の3本線のままであったが、サイズが若干小さくなっている。
3代目
当時の日本航空で採用された「The Arc of the Sun（太陽のアーク）」のデザインになり、日本航空機とほぼ区別がつかなくなる。ただし「JAL」ではなく「JAA」（二つのAの横棒がなく、真ん中のAにノが入る）のロゴが配され、「JAPAN ASIA AIRWAYS」と横に表記されていた。
また、日本アジア航空との共通使用であった日本航空の一部の機体は、塗装は社名をぼかすことを目的に「JAL」を「JA 」（貨物機の場合は「JA CARGO」）のように「L」を消し、垂直尾翼は機体記号のみを黒字で表記されていた。ただしチャーター便などでは日本航空塗装のままウェット・リースして運航することもあった。

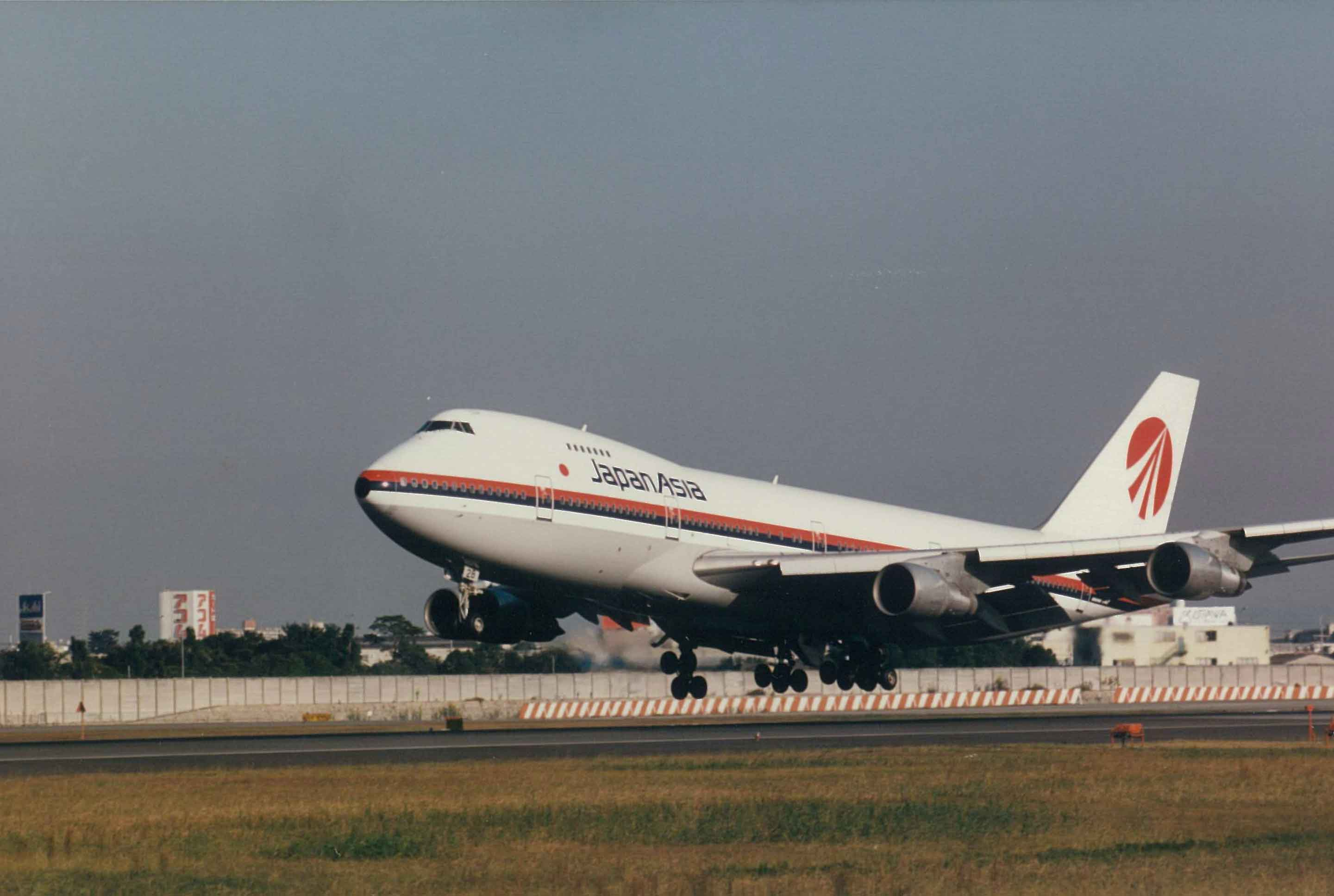
ボーイング747-200B（初代塗装）
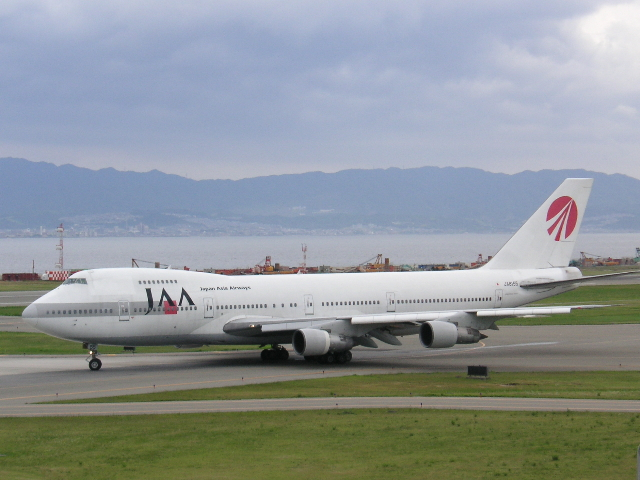
ボーイング747-200B（2代目塗装、JAA表記）
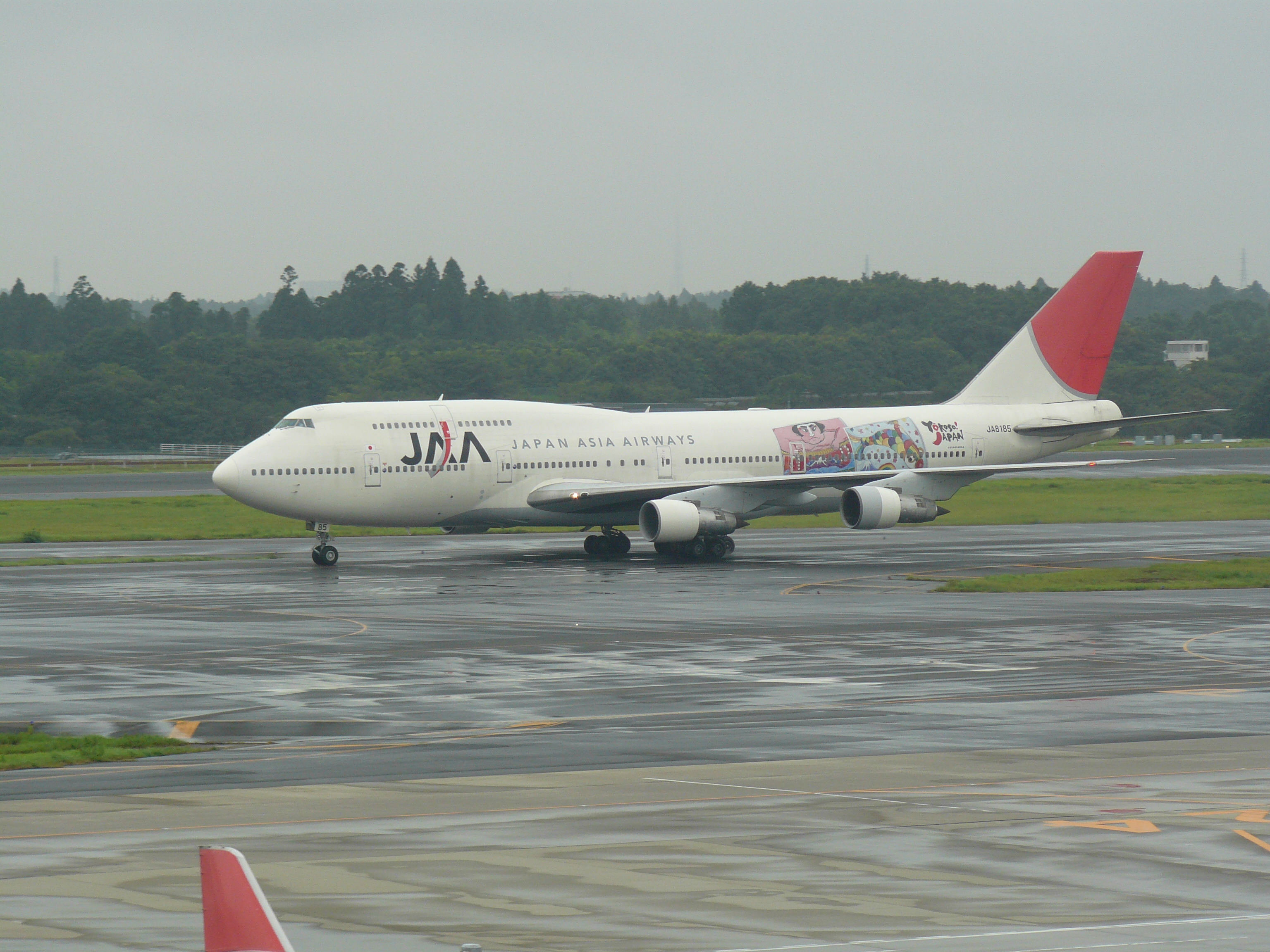
ボーイング747-300（3代目塗装）

## 子会社
- アジア旅行開発 (ASIA CREATIVE TOURS CO.,LTD.:ACT) 
台湾行きのパッケージツアーについても中国向け商品を扱うジャルパックで扱うわけにはいかないため、親会社同様に設立された [注 2]。この社名はジャルパックの旧社名「旅行開発 (Creative Tours) 」の名残である。こちらも主催商品のジャルパック移管に伴い、2008年4月30日付で解散。同年8月27日付で清算終了し、完全消滅した。

## 広告
日本のテレビCMでは、かつては浜美枝、杉本彩、葉月里緒菜、ハイ・ファイ・セットなどが起用され、1990年代後半からは両国において有名である金城武と志村けんを長きに渡り（金城は1998年度から、志村は2000年より）起用していたが、2006年度よりオセロ（中島知子、松嶋尚美）に交代し、CMや雑誌広告、ポスターなどで見ることができた。なお、金城が出演した1998年以降のポスター画像は日本アジア航空のウェブサイトで見ることができた。